# Gračenica (gora)
Gračenica  (nemško: Gratschenitzen) je gorski vrh in pogorje v Avstriji. Nahaja se v okraju Beljak-dežela v zvezni deželi Koroški, na jugovzhodnem delu Avstrije, 260 km jugozahodno od Dunaja, glavnega mesta države. Gračenica se nahaja na nadmorski višini 1359 metrov oziroma 179 metrov nad okoliškim terenom. Pri vznožju je pogorje široko približno 1,6 kilometra. 

Pokrajina okoli Gračenice je na severovzhodu hribovita, na jugozahodu pa gorata. Najvišja točka na tem območju je Kepa, z 2143 metrov nadmorske višine, 4 km jugozahodno od Gračenice. Najbližje večje mesto je Beljak, 14 km severozahodno od Gračenice. V okolici Gračenice so gore in skalne formacije nenavadno pogoste. 
 Območje okoli Gračenice je skoraj v celoti prekrito z mešanim gozdom. Okoli Gračenice, ki je gosto poseljeno območje, živi približno 550 ljudi na kvadratni kilometer. Podnebje je celinsko. Povprečna temperatura je 6 °C. Najbolj vroč mesec je julij s 17 °C, najhladnejši pa december z −4 °C. Povprečna količina padavin je 2160 milimetrov na leto. Najbolj deževen mesec je november z 318 milimetri padavin, najbolj suh pa marec z 119 milimetri.